# Jacek Jarosz

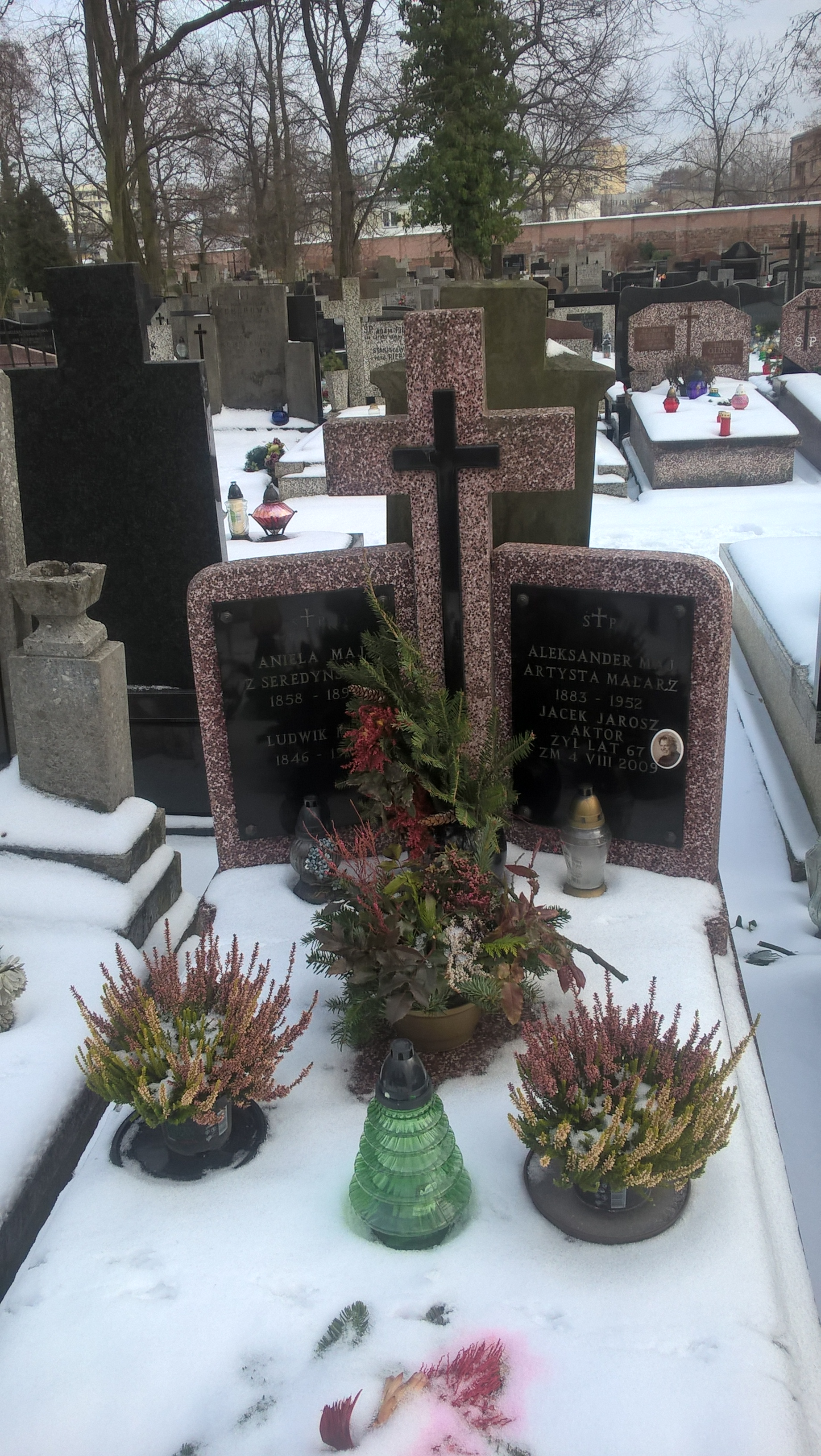
Grób Jacka Jarosza na cmentarzu Bródnowskim w Warszawie (kwatera 21G-2-21)

Jacek Jarosz (ur. 1 stycznia 1942, zm. 4 sierpnia 2009 w Warszawie) – polski aktor filmowy, dubbingowy i teatralny. W 1965 roku ukończył studia na PWST w Warszawie, a na deskach teatru debiutował 13 listopada 1965 r. Występował w Teatrze Studio w Warszawie.

## Filmografia (aktor)
- 1999: Tryumf pana Kleksa
- 1989: Sztuka kochania – pacjent Pasikonika
- 1987: Zabij mnie glino – inspektor
- 1986: Pierścień i róża – baron Safandullo
- 1986: Pierścień i róża (serial) – baron Safandullo
- 1985: Gra w ślepca – kierownik plakaciarni

### Gościnnie
- 2001: Miodowe lata – doktor Poruta (odc. 64)

## Polski dubbing
- 2009: Z pradziejów naszej ziemi – podróż do Wielkiej Doliny
- 2008: Miś Fantazy –
  - Kot I (głos),
  - Puchacz (głos)
- 2008: Małpy w kosmosie – Ciemna Chmura
- 2007: Wojownicze Żółwie Ninja – Splinter (wersja telewizyjna)
- 2006: Na psa urok – Strickland
- 2005: Przygody Goździka Ogrodnika
- 2004–2006: Liga Sprawiedliwych bez granic – Babcia (odc. 15)
- 2004: Pupilek – Pulpet
- 2004: Małgosia i buciki
- 2004: Lilli czarodziejka
- 2004: Tabaluga i Leo – Puchacz Uchu
- 2003: Małgosia i buciki
- 2003: Baśniowy świat 3
- 2003: Tutenstein – Profesor Behdety
- 2003: Księga dżungli 2 – Wąż Kaa
- 2002–2007: Kim Kolwiek – Tata Rossa
- 2002: Król Maciuś Pierwszy – Król Senior
- 2002: Piotruś Pan: Wielki powrót – Swądek
- 2001–2003: Café Myszka –
  - strażnik Brownstone,
  - Biały Królik,
  - Gepetto,
  - Hipolit Świerszcz
- 2000−2003: Weterynarz Fred
- 2000: Goofy w college’u
- 2000: Spotkanie z Jezusem (wersja telewizyjna)
- 1999: Toy Story 2 – Czarny
- 1999: Animaniacy: Życzenie Wakko – Psychoszajber
- 1998–2004: Atomówki – Radosny Radzio (odc. Dobranocka)
- 1997: Świat królika Piotrusia i jego przyjaciół
- 1997: Królestwo Zielonej Polany. Powrót – Król Zielonej Polany (głos)
- 1996: Miki Mol i Straszne Płaszczydło –
  - minister Chichotek (głos),
  - jeden z Konfiturków (głos)
- 1996–1998: Kacper – Stinky (odc.1-7, 33-52)
- 1995–1997: Co za kreskówka!
- 1995–1996: Maska – Agent X
- 1994–1995: Myszka Miki i przyjaciele
- 1994: Tabaluga – Puchacz Uhu
- 1994: Patrol Jin Jina
- 1993–1998: Animaniacy – Psychoszajber
- 1993–1995: Legendy Wyspy Skarbów – Dziedzic Trelawney
- 1993: Siedmiomilowe trampki –
  - uliczna mysz (głos),
  - konduktor (głos),
  - wiwatujące myszy (głos),
  - mysi żołnierze (głos),
  - niski pirat (głos),
  - pies pustelnik (głos),
  - kelner #2 (głos),
  - policjant (głos),
  - dzieci kochanki (głos)
- 1993–1997: Wesoły świat Richarda Scarry’ego
- 1992–1997: X-Men –
  - Ojciec Carlie,
  - Pan Mózgowiec
- 1992–1995: Prawdziwe przygody profesora Thompsona – Apestophis
- 1992–1993: Goofy i inni – Naczelny inspektor
- 1992: Dommel – Ron
- 1992: Kometa nad Doliną Muminków – Paszczak
- 1991: Benjamin Blumchen – dyrektor zoo
- 1991: Ali Baba
- 1990–1994: Super Baloo – Inspektor Ładny
- 1990–1994: Widget – drugi ze skraboliańskich krokodyli
- 1990–1991: Muminki – Paszczak
- 1990: Piotruś Pan i piraci – kucharz
- 1990: Pinokio –
  - Kocur,
  - różne głosy
- 1989: Mała syrenka – Mur i Ena
- 1989: Bouli – Tata
- 1988: Gandahar
- 1988–1991: Nowe przygody Kubusia Puchatka –
  - Tata Hefalump,
  - Dziadek Gofera
- 1987: Jetsonowie spotykają Flintstonów – Goldberg
- 1986: Amerykańska opowieść – Henry / Śpiew piosenek
- 1985–1991: Gumisie –
  - Angelo Davini (odc. 2a),
  - kucharz Brzusio (odc. 22a),
  - doktor Dexter (odc. 40a),
  - gnom Norm (odc. 52b),
  - Jabber (odc. 63)
- 1985–1988: Troskliwe misie
- 1983: Dookoła świata z Willym Foggiem
- 1982: Przygody Myszki Miki i Kaczora Donalda
- 1979–1984: Scooby i Scrappy Doo (stara wersja) – Scooby Doo (niektóre odcinki)
- 1976–1978: Scooby Doo – Dreyfus, dyrektor Akwalandu
- 1970: Aryskotraci – Rokfort
- 1969–1970: Scooby Doo, gdzie jesteś?
- 1968–1969: Odlotowe wyścigi
- 1967: Księga dżungli – Wąż Kaa
- 1964: Mary Poppins
- 1962–1987: Jetsonowie
- 1961–1962: Kocia ferajna

oraz
- Reklamy Kinder Niespodzianki: – Pan Niespodzianka